# El secreto de Sally
El secreto de Sally (título original: House of Cards) es una película dramática estadounidense de 1993 coescrita y dirigida por Michael Lessac y protagonizada por Kathleen Turner y Tommy Lee Jones. Trata de la lucha de una madre para volver a conectar con su hija, que padece autismo y que ha quedado traumatizada por la muerte de su padre.

## Argumento
Sally Mathews es una niña de seis años muy inteligente y muy habladora que habla en tres lenguas. Tiene un hermano llamado Michael. Su padre Alex es arqueólogo y tanto él como toda su familia están en una excavación arqueológica maya en Centroamérica, donde ella ha vivido la mayor parte de su vida. Un día su padre muere allí a causa de una caída en una excavación arqueológica y por ello su madre Ruth decide llevar a la familia otra vez a los Estados Unidos. 
Una vez allí Sally empieza a no hablar, a tener una fuerza anormal, a gritar cuando algo no está en orden y, a menudo, a subir en sitios peligrosos. Por ello, la escuela en la que está se da cuenta y envía a Jake Beerlander, un experto en autismo infantil, para analizar lo que le ocurre. Éste piensa que es autismo, pero Ruth no lo cree a pesar de todo lo que le enseña al respecto a través de otros pacientes. 
Un día Sally construye una torre de cartas y Ruth, que hace fotos de él, cree que esa torre es la clave para entender lo que ocurre en la mente de su hija. Como los convencionales métodos de Jake no funcionan, él empieza a escuchar a Ruth después de que Sally se pintase para fusionarse con su entorno para decir que quiere que la dejen en paz. Ella, experta en construcciones, reconstruye la torre que fotografió cerca de casa para poder entender a su hija, mientras la analiza basándose en las fotos que hizo al respecto. 
Ruth descubre que la torre es una expresión de su mente. En ella expresa que le falta mucho su padre y que le gustaría ir con él. También descubre que Sally no pudo expresar el dolor por su muerte, porque, después de su muerte no podía contactar con ella emocionalmente por el dolor que había sufrido al respecto. Finalmente, a través de esa torre construida, su madre puede contactar con Sally y tratar con ella la muerte de su padre. Ambos pueden así asimilar la horrible pérdida y cuando acaban con ello, Sally puede finalmente dejarlo atrás, volver a contactar emocionalmente con su madre, hablar con ella y su entorno y volver a la normalidad. 
Jake, que es testigo del acontecimiento y se encargó de que eso fuese posible, la declara entonces sana y, en agradecimiento por todo lo que hizo, Ruth le invita a desayunar con la familia.

## Reparto
- Kathleen Turner - Ruth Matthews
- Tommy Lee Jones - Jake Beerlander
- Asha Menina - Sally Matthews
- Shiloh Strong - Michael Matthews
- Esther Rolle - Adelle
- Park Overall - Lillian Huber
- Michael Horse - Stoker

## Producción
La película fue filmada en Greensboro, Carolina del Norte y en Tabasco, México. El filme finalizó la posproducción en el año 1991 de la mano de la productora A&M Films. Sin embargo la película quedó archivada hasta 1993, momento en el que Miramax inició la distribución de la cinta.

## Estreno
El filme pasó directamente al mercado videográfico en las pantallas españolas.